# 536

## Esdeveniments
- Els francs envaeixen la Provença.
- Els romans d'Orient menats per Belisari reconquereixen Nàpols i, posteriorment, Roma.[1]

## Necrològiques
- 22 d'abril - Constantinoble (Imperi Romà d'Orient): Agapit I, Papa.[2]